# Leopold Berg
Leopold Berg (ur. 23 lipca 1894 we wsi Falkenstein, zm. wiosną 1940 w Charkowie) – major kawalerii Wojska Polskiego, kawaler Orderu Virtuti Militari, ofiara zbrodni katyńskiej.

## Życiorys
Leopold Berg urodził się 23 lipca 1894 we wsi Falkenstein (obecnie Sokoliwka), w rodzinie Jana i Katarzyny z domu Enders. Ukończył gimnazjum oraz Szkołę Kursów Handlowych we Lwowie.

### I wojna światowa
W 1914 został powołany do armii austriackiej. Służył w 4 pułku ułanów oraz 12 kawaleryjskim baonie szturmowym. Trzykrotnie ranny. Służbę zakończył w stopniu wachmistrza.

### Okres międzywojenny
6 listopada 1918 r. na ochotnika wstąpił do 7 pułku ułanów. 1 grudnia 1918 wraz z 1 szwadronem został skierowany na front ukraiński. 11 grudnia 1918 r. za udział w bitwie pod wsią Potylicz odznaczony Orderem Virtuti Militari. W 1920 r. walczył z 7 puł na froncie bolszewickim.
Po zakończeniu wojny został przyjęty do Wojska Polskiego i zweryfikowany do stopnia porucznika ze starszeństwem z dniem 1 czerwca 1920 roku i przydzielony do 7 pułku Ułanów Lubelskich w Mińsku Mazowieckim. 5 października 1924 roku został przeniesiony do Korpusu Ochrony Pogranicza. 2 kwietnia 1929 roku został awansowany do stopnia rotmistrza ze starszeństwem z dniem 1 stycznia 1929 roku i 4. lokatą w korpusie oficerów kawalerii. W 1931 roku został przeniesiony do Centrum Wyszkolenia Kawalerii w Grudziądzu i przydzielony do Szkoły Podchorążych Rezerwy Kawalerii. W roku szkolnym 1931/1932 dowodził 1 plutonem II szwadronu szkolnego. W roku szkolnym 1932/1933, 1933/1934 i 1934/1935 dowodził II szwadronem szkolnym. W roku szkolnym 1935/1936 i 1936/1937 dowodził I szwadronem szkolnym. W roku szkolnym 1937/1938 i 1938/1939 był zastępca podpułkownika Edwarda Wani, komendanta Szkoły Podchorążych Rezerwy Kawalerii. W czasie kampanii wrześniowej 1939 roku był kwatermistrzem w 27 pułku ułanów.
W czasie kampanii wrześniowej 1939 – po agresji ZSRR na Polskę – w nieznanych okolicznościach dostał się do niewoli sowieckiej. Przebywał w obozie w Starobielsku. Wiosną 1940 został zamordowany przez funkcjonariuszy NKWD w Charkowie i pogrzebany potajemnie w bezimiennej mogile zbiorowej w Piatichatkach, gdzie od 17 czerwca 2000 mieści się oficjalnie Cmentarz Ofiar Totalitaryzmu w Charkowie. Figuruje na Liście Starobielskiej NKWD pod poz. 170(270).
5 października 2007 minister obrony narodowej Aleksander Szczygło mianował go pośmiertnie na stopień podpułkownika. Awans został ogłoszony 9 listopada 2007 w Warszawie, w trakcie uroczystości „Katyń Pamiętamy – Uczcijmy Pamięć Bohaterów”.

## Ordery i odznaczenia
- Krzyż Srebrny Orderu Wojskowego Virtuti Militari nr 2678 (1921)[12]
- Krzyż Walecznych (czterokrotnie)[4]
- Złoty Krzyż Zasługi[4]
- Srebrny Krzyż Zasługi (29 października 1926)[13]
- Medal Pamiątkowy za Wojnę 1918–1921[4]
- Medal Dziesięciolecia Odzyskanej Niepodległości[4]
- Medal 10 Rocznicy Wojny Niepodległościowej (Łotwa, 1929)[14]

## Upamiętnienie
W ramach akcji „Katyń... pamiętamy” / „Katyń... Ocalić od zapomnienia” w Łasku został zasadzony Dąb Pamięci honorujący Leopolda Berga.